# Ema da França
Ema da França (894 — 934) era filha de Roberto I de França e Béatrice de Vermandois, duquesa da Borgonha, esposa de Raul I de França e rainha consorte de 923 a 934. Historiadores divergem quanto à data do seu casamento. Ivan Goby afirma que a união ocorreu em 914, Régine LeJan situa o fato em 921, enquanto que o genealogista Christian Settipani estipula que Emma casou-se entre 911 e 919.

## Biografia
Em 920, o seu pai liderou a revolta da aristocracia franca contra o monarca Carlos o Simples, sendo coroado em 922. O soberano deposto contra-atacou e as suas tropas se enfrentaram na Batalha de Soissons, em 923. Roberto morreu em combate, mas o seu exército venceu a guerra e o rei carolíngio foi colocado em cativeiro. Raul foi elevado ao trono da Frância Ocidental pelos nobres insurgentes no mesmo ano. Segundo Raul Glaber, monge e cronista do século XI, Ema foi um dos fatores no processo de escolha do novo rei. O seu irmão Hugo perguntou-lhe quem deveria suceder o pai. Ela respondeu que preferia beijar os joelhos do marido, juramento de fidelidade prestado pela nobreza aos reis, do que os dele.
O historiador Jim Bradbury define-a como "inteligente e bonita". Como irmã do duque dos francos, Hugo, o Grande, ela conferia importância estratégica para Raul, cuja esfera de influência limitava-se ao ducado da Borgonha. Na posição de rainha consorte ela desempenhou papel ativo na esfera política por conta de suas habilidades diplomáticas. Entre 927 e 928, Ema organizou a defesa da cidade de Laon. Em 931, ela liderou as forças que tomaram a fortaleza de Avalon do poderio de Gilberto da Borgonha. No ano de 933, organizou, junto ao exército real, uma bem sucedida campanha militar contra um dos opositores de Raul, Herberto II de Vermandois. Historiadores notam no fato de que o castelo Thierry, pertencente a Herberto, foi entregue a Ema e não ao seu marido, evidência do seu prestígio político. Ela também agiu como mediadora nos conflitos entre o esposo e o irmão Hugo. A rainha morreu ao final de 934 e o seu único filho, Luís, no ano de 935.